# シオン属
シオン属（学名 : Aster）は、キク科の被子植物の属の一つである。約180種含まれ、1種を除いてユーラシア大陸に自生している。Aster alpinus spp. vierhapperiは北アメリカ大陸に自生する唯一の種である。かつてシオン属に属していた多くの種は、シオン連（Astereae）のほかの属に含まれている。

## 定義
シオン属は、かつてユーラシア大陸と北アメリカ大陸に自生している種（約600種）が含まれていたが、後年の形態学の研究および1990年代のDNA解析による分子系統学の研究により、北アメリカに自生する種は、他の属に移行された。現在、およそ180種が、1種を除いて、すべてユーラシア大陸に自生する種に限られる。アスターの名は、古代ギリシャ語ἀστήρ（日本語で「星」）から来ており、花の形が星形であることから由来する。シオン属の多くの種・品種は、魅力的で色とりどりの花をつけることから園芸植物として人気がある。観賞用のほか食用品種（食用アスター）もある。
Aster amellusは、キク科およびシオン属のタイプ種である。新世界に自生している旧シオン属の種は、今ではAlmutaster、 Canadanthus、 Doellingeria、 Eucephalus、 Eurybia、 Ionactis、 Oligoneuron、 Oreostemma、Sericocarpus 、Symphyotrichumに再分類されたが、すべてシオン連に含まれている。分類学上の変更に関係なく、園芸上の取引では俗に「アスター」と呼ばれている。
かつてシオン属であった植物。
- Aster breweri (現 Eucephalus breweri), Brewer's aster
- Aster cordifolius (現 Symphyotrichum cordifolium), blue wood aster
- Aster dumosus (現 Symphyotrichum dumosum), New York aster
- Aster divaricatus (現 Eurybia divaricata), white wood aster
- Aster ericoides (現 Symphyotrichum ericoides), heath aster
- Aster laevis (現 Symphyotrichum laeve), smooth aster
- Aster lateriflorus (現 Symphyotrichum lateriflorum), "Lady in Black", calico aster
- Aster linosyris (現 Galatella linosyris), goldilocks aster
- Aster novae-angliae (現 Symphyotrichum novae-angliae), New England aster
- Aster novi-belgii (現 Symphyotrichum novi-belgii), ユウゼンギク
- Aster peirsonii (現 Oreostemma peirsonii), Peirson's aster
- Aster protoflorian (現 Symphyotrichum pilosum), frost aster
- Aster scopulorum (現 Ionactis alpina), lava aster
- Aster sibiricus (現 Eurybia sibirica), Siberian aster
- Aster tripolium (現 Tripolium pannonicum), ウラギク[6] Sea starwort

エゾギク（英名 : China Aster、学名 : Callistephus chinensis）はエゾギク属（Callistephus）に属している。

## 主な種
以下の種などが知られている。

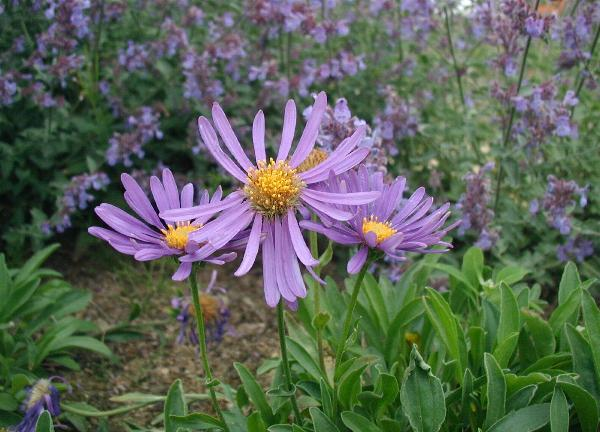
Aster alpinusは、北アメリカに自生する唯一のシオン属の植物である。北半球の山々で見つかっている。

- Aster alpinus, Alpine aster
  - Aster alpinus spp. vierhapperi 北アメリカ大陸に自生する唯一の種[2]。
- Aster amellus, European Michaelmas daisy or Italian aster
- Aster asagrayi イソノギク
  - Aster asagrayi var. walkeri ヨナクニイソノギク
- Aster glehnii エゾゴマナ
  - Aster glehnii var. hondoensis ゴマナ
- Aster kantoensis カワラノギク
- Aster komonoensis コモノギク
- Aster microcephalus var ovatus ノコンギク 　分布は近畿、四国
- Aster miyagii オキナワギク
- Aster savatieri ミヤマヨメナ（ミヤコワスレ）
- Aster scaber シラヤマギク
- Aster subulatus var. sandwicensis ヒロハホウキギク
- Aster spathulifolius ダルマギク
- Aster tataricus シオン
- Aster tenuipes クルマギク
- Aster tongolensis
- Aster viscidulus ハコネギク

## 交雑種
（AGMのマークは王立園芸協会のガーデン・メリット賞を受賞した品種である： -
- Aster × frikartii (A. amellus × A. thomsonii) Frikart's aster[7]
  - Aster × frikartii 'Mönch'agm[8]
  - A. × frikartii 'Wunder von Stäfa'agm[9]
- 'Kylie' (A. novae-angliae 'Andenken an Alma Pötschke' × A. ericoides 'White heather')[10]
- 'Ochtendgloren'agm[11] (A. pringlei hybrid)
- 'Photograph'agm[12]

## 人間の文化
1918年10月31日に発生したハンガリー革命は、ブダペストの抵抗者がこの花を身に着けていたことから "アスター革命"として知られるようになった。